# DFS 230
DFS 230 var et tysk militært svævefly som blev anvendt af Luftwaffe under 2. Verdenskrig. Det blev udviklet af Deutsche Forschungsanstalt für Segelflug (DFS) med Hans Jacobs som ledende designer. Svæveflyet inspirerede briterne til at bygge Hotspur-svæveflyet. Flyet var designet til at supplere angreb med faldskærmstropper. Hvor faldskærmstropper kunne blive spredt, ville soldaterne i svæveflyet være samlet. Svæveflyet kunne rumme 10 soldater med udstyr eller en last på ca. 1.200 kg. Det blev brugt ved landsætninger ved Fort Eben-Emael 1940 og Slaget om Kreta 1941, samt i Nordafrika og ved Befrielsen af Benito Mussolini 1943.

## Varianter
- DFS 230 A-1 – Oprindelig produktionsversion
- DFS 230 A-2 – A-1 med dobbelt styregrej
- DFS 230 B-1 – Bremseskærm tilføjet, kunne udstyres med MG34-maskingevær
- DFS 230 B-2 – B-1 med dobbelt styregrej
- DFS 230 C-1 – Sen produktionsversion; B-1 med bremseraketter i næsen
- DFS 230 D-1 – C-1 med forbedret design af bremseraket, en prototype (DFS 230 V6)
- DFS 230 F-1 – større version med plads til 15 soldater, en prototype (DFS 230 V7, DV+AV)

## Eksterne kilder
- Warbird
- Luftarchiv